# Lopidea garryae
Lopidea garryae är en insektsart som beskrevs av Knight 1918. Lopidea garryae ingår i släktet Lopidea och familjen ängsskinnbaggar. Inga underarter finns listade i Catalogue of Life.